# 克努基峰
67°54′S 53°32′E / 67.900°S 53.533°E
克努基峰是南極洲的山峰，位於恩德比地，處於麥克勞德冰原島峰東南面60公里和多格斯冰原島峰以西30公里，該山峰在1958年12月被澳大利亞探險隊發現。